# 10361 Bunsen
10361 Bunsen (1994 PR20) là một tiểu hành tinh vành đai chính.